# Аутопортрет (ТВ емисија)
Аутопортрет је телевизијска емисија у којој најзначајније личности домаће културе и уметности говоре о, до сада непознатим, деловима својих биографија. Емитује се од 2016. године на РТС 1. Прве две сезоне емитоване су понедељком од 22 часа, док је трећа сезона емитована такође понедељком, али у 23:15 и имала је другачији концепт и поднаслов "Портрет уметника у младости". Четврта сезона емитује се од 4. марта 2019. године понедељком од 23:15 на РТС 1.

## О емисији
Аутопортрет отвара простор најзначајним личностима из културе и уметности, како би их публикала упознала на другачији, интимнији начин. Емисија је јединствена по томе што су аутопортретисти истовремено и гости и домаћини ове телевизијске форме: постављају питања, али и дају одговоре у вези са каријером, одлукама, изборима и узорима...

## Концепт
Аутопортретиста је истовремено и гост и домаћин, ког ће публика, кроз неколико рубрика емисије - Прустов упитник, Човек без ког ме нема, Тајно место, Дијалог, Мој избор, Шта сада радим - упознати на један потпуно другачији начин. Гост-домаћин сваке епизоде повериће гледаоцима где се налази његово тајно место и који је његов музички избор, указаће на друге ствараоце чији рад цени, али ће и представити госта свог телевизијског аутопортрета, са којим ће проблематизовати нека од најзначајнијих питања.
Друга сезона донела је нешто другачији концепт, јер су аутопортретисти у емисију позивали своје блиске пријатеље и сараднике како би се осврнули на најмаркантније делове свог стваралаштва.
У трећој сезони, названој "Портрет уметника у младости", у фокусу су били припадници нове генерације аутора који обликују уметничку и културну сцену. Кроз традиционалне рубрике Прустов упитник, Тајно место и Мој избор, али и разговоре са најближим сарадницима и пријатељима, аутопортретисти говоре о првим професионалним искуствима, одлукама, плановима...
У фокусу четврте сезоне су аутори и ствараоци различитих генерација. Гости су значајна имена позоришне, филмске, књижевне, музичке и визуелне сцене. У оквиру ове сезоне рубрике су Ко сам ја, Прустов упитник, Тајно место, Мој избор, Деконструкција.

## Гости

### Сезона 1
| Број епизоде | Датум емитовања   | Гост                    |
| ------------ | ----------------- | ----------------------- |
| 1.           | 8. фебруар 2016.  | Предраг Мики Манојловић |
| 2.           | 15. фебруар 2016. | Матија Бећковић         |
| 3.           | 22. фебруар 2016. | Нада Поповић-Перишић    |
| 4.           | 29. фебруар 2016. | Мирјана Карановић       |
| 5.           | 7. март 2016.     | Горан Марковић          |
| 6.           | 14. март 2016.    | Сергеј Трифуновић       |
| 7.           | 21. март 2016.    | Ангелина Атлагић        |
| 8.           | 28. март 2016.    | Милан Влајчић           |
| 9.           | 04. април 2016.   | Светлана Бојковић       |
| 10.          | 11. април 2016.   | Зоран Ерић              |
| 11.          | 25. април 2016.   | Љубомир Симовић         |
| 12.          | 02. мај 2016.     | Катарина Јовановић      |
| 13.          | 9. мај 2016.      | Бранислав Митровић      |
| 14.          | 16. мај 2016.     | Бојан Суђић             |
| 15.          | 30. мај 2016.     | Вида Огњеновић          |
| 16.          | 06. јун 2016.     | Љубивоје Ршумовић       |

### Сезона 2
| Број епизоде | Датум емитовања    | Гост                 |
| ------------ | ------------------ | -------------------- |
| 17.          | 10. октобар 2016.  | Миодраг Табачки      |
| 18.          | 17. октобар 2016.  | Предраг Ејдус        |
| 19.          | 24. октобар 2016.  | Владислав Бајац      |
| 20.          | 31. октобар 2016.  | Соња Вукићевић       |
| 21.          | 07. новембар 2016. | Дејан Мијач          |
| 22.          | 14. новембар 2016. | Филип Давид          |
| 23.          | 21. новембар 2016. | Горан Паскаљевић     |
| 24.          | 28. новембар 2016. | Весна Шоуц           |
| 25.          | 05. децембар 2016. | Михаило Пантић       |
| 26.          | 12. децембар 2016. | Герослав Зарић       |
| 27.          | 19. децембар 2016. | Неда Тодоровић       |
| 28.          | 30. јануар 2017.   | Зафир Хаџиманов      |
| 29.          | 06. фебруар 2017.  | Љубица Арсић         |
| 30.          | 13. фебруар 2017.  | Ивана Стефановић     |
| 31.          | 20. фебруар 2017.  | Корнелије Ковач      |
| 32.          | 27. фебруар 2017.  | Радослав Зеленовић   |
| 33.          | 06 март 2017.      | Зоран Христић        |
| 34.          | 13. март 2017.     | Радмила Бакочевић    |
| 35.          | 20. март 2017.     | Небојша Дугалић      |
| 36.          | 27. март 2017.     | Драган Мићановић     |
| 37.          | 03. април 2017.    | Борка Павићевић      |
| 38.          | 10. април 2017.    | Един Карамазов       |
| 39.          | 17. април 2017.    | Миодраг Д. Јовановић |
| 40.          | 24. април 2017.    | Неда Арнерић         |
| 41.          | 01. мај 2017.      | Иванка Лукатели      |
| 42.          | 08. мај 2017.      | Бојана Никитовић     |
| 43.          | 15. мај 2017.      | Горица Поповић       |
| 44.          | 22. мај 2017.      | Андраш Урбан         |
| 45.          | 29. мај 2017.      | Бранислав Лечић      |
| 46.          | 05. јун 2017.      | Лидија Пилипенко     |
| 47.          | 12. јун 2017.      | Владимир Пиштало     |
| 49.          | 19. јун 2017.      | Светозар Цветковић   |
| 50.          | 26. јун 2017.      | Никита Миливојевић   |
| 51.          | 03. јул 2017.      | Милован Данојлић     |

### Сезона 3 - "Портрет уметника у младости"
| Број епизоде | Датум емитовања   | Гост                |
| ------------ | ----------------- | ------------------- |
| 52.          | 26. фебруар 2018. | Стеван Филиповић    |
| 53.          | 05. март 2018.    | Милан Марић         |
| 54.          | 12. март 2018.    | Снежана Тришић      |
| 55.          | 19. март 2018.    | Борис Лијешевић     |
| 56.          | 26. март 2018.    | Јована Стојиљковић  |
| 57.          | 02. април 2018.   | Тања Шљивар         |
| 58.          | 09. април 2018.   | Марко Јанкетић      |
| 59.          | 16. април 2018.   | Владимир Табашевић  |
| 60.          | 23. април 2018.   | Никола Ракочевић    |
| 61.          | 30. април 2018.   | Марта Попивода      |
| 62.          | 07. мај 2018.     | Ања Ђорђевић        |
| 63.          | 14. мај 2018.     | Милена Миња Богавац |
| 64.          | 21. мај 2018.     | Владимир Перишић    |
| 65.          | 28. мај 2018.     | Бојан Вулетић       |
| 66.          | 04. јун 2018.     | Александар Седлар   |

### Сезона 4
| Број епизоде | Датум емитовања | Гост                          |
| ------------ | --------------- | ----------------------------- |
| 67.          | 04. март 2019.  | Војин Ћетковић                |
| 68.          | 11. март 2019.  | Кокан Младеновић              |
| 69.          | 18. март 2019.  | Јасминка Петровић             |
| 70.          | 25. март 2019.  | Славимир Стојановић           |
| 71.          | 01. април 2019. | Олга Димитријевић             |
| 72.          | 08. април 2019. | Горан Шушљик                  |
| 73.          | 15. април 2019. | Татјана Мандић Ригонат        |
| 74.          | 29. април 2019. | Васил Хаџиманов               |
| 75.          | 06. мај 2019.   | Маја Пелевић                  |
| 76.          | 13. мај 2019.   | Тихомир Станић                |
| 77.          | 20. мај 2019.   | Ашхен Атаљанц                 |
| 78.          | 03. јун 2019.   | Ђорђе Милосављевић            |
| 79.          | 10. јун 2019.   | Вуле Журић                    |
| 80.          | 17. јун 2019.   | Драгослав Фреди Станисављевић |
| 81.          | 24. јун 2019.   | Славен Дошло                  |